# 11 d'octubre
L'11 d'octubre és el dos-cents vuitanta-quatrè dia de l'any del calendari gregorià i el dos-cents vuitanta-cinquè en els anys de traspàs. Queden 81 dies per finalitzar l'any.

## Esdeveniments
Països Catalans
- 1282, Nicòtena, Regne de Nàpols: L'estol català dirigit per Pere de Queralt i d'Anglesola venç a l'estol angeví i les galeres de la República de Pisa al combat de Nicòtena, durant la Guerra de Sicília (1282-1289).
- 1896, Monestir de Montserrat: L'Orfeó Català estrena el Cant de la senyera en una cerimònia de benedicció de la senyera de l'entitat.[1]
- 1928, Barcelona: El dirigible Zeppelin sobrevola la ciutat de Barcelona.[2]
- 2003, Lleida: Hi entra en servei per al públic el Tren de Gran Velocitat que unirà la ciutat amb Madrid, passant per Saragossa.

Resta del món
- 1138 - Alep: un terratrèmol destrueix la ciutat; se'l considera un dels més destructius de la història.[3]
- 1746 - Rocourt (Principat de Lieja, actualment a Lieja) - els francesos obtenen una victòria decisiva en la batalla de Rocourt contra els aliats durant la Guerra de Successió Austríaca.
- 1830 - Varsòvia (Polònia): Frédéric Chopin estrena al Teatre Nacional el seu Concert per a piano núm. 1 durant un dels concerts de comiat, abans de marxar de Polònia per sempre.[4]
- 1833 - Los Arcos (Estella Oriental, Navarra): Santos Ladron de Cegama fou capturat després que els carlins perdessin la batalla de Los Arcos durant la Primera Guerra Carlina.
- 1899 - Sud-àfrica: es declarà la guerra entre els bòers i l'Imperi Britànic.
- 1942: Creació del Comitè Consultiu de Bretanya, organisme consultiu per a Bretanya.
- 1962 - Ciutat del Vaticà: el papa Joan XXIII obre el Concili Vaticà II.[5]
- 1963 - Yale University (EUA): inauguració de l'edifici de la Beineke Rare Library, projectada per Gordon Bunshaft.

## Naixements
Països Catalans
- 1866, Alacant: Carlos Arniches Barreda, comediògraf valencià (m. 1958).[6]
- 1941, Barcelona: Eugeni Jofra i Bafalluy, humorista català (m. 2001).[7]
- 1958, Barcelona: Joaquim Veà i Baró, eminent etòleg i científic català (m. 2016).[8]
- 1963, Reus: Jordi Villacampa, destacat jugador de bàsquet al Club Joventut de Badalona durant les dècades de 1980 i 90 i president del mateix club des de 1999.[9]
- 1971, Sabadell, Vallès Occidental: Anna Comellas Vila-Puig, violoncel·lista catalana.[10]
- 1977, Quart de Poblet, l'Horta Oest: Laura Gallego García, escriptora valenciana.[11]

Resta del món
- 1816, Madrid: Pedro de Madrazo y Kuntz, pintor, escriptor i crític d'art espanyol (m. 1898).[12]
- 1883, Viena, Imperi Austrohongarès: Fritz Stiedry, director d'orquestra (m. 1968).[13]
- 1884, Nova York, EUA: Eleanor Roosevelt, primera dama dels Estats Units i activista dels drets humans (m. 1962).[14]
- 1884, Breslau, Alemanya: Friedrich Bergius, químic alemany, Premi Nobel de Química de 1931 (m. 1949).[15]
- 1885, 
  - Bordeus, França: François Mauriac, escriptor francès, Premi Nobel de Literatura de 1952 (m. 1970).[16]
  - Londres: Alicia Moreau de Justo, metgessa i política argentina, figura destacada del feminisme i del socialisme (m. 1986).[17]
- 1926: Thich Nhat Hanh, monjo budista vietnamita i activista per la pau, promotor del budisme zen a occident.[18]
- 1928, Istanbul, Turquia: Yıldız Kenter, actriu, professora de teatre i escriptora turca (m. 2019).[19]
- 1938: San Gabriel, Califòrnia (Estats Units): Darrall Tucker Imhoff fou un jugador de bàsquet nord-americà (m. 2017).[20]
- 1946: Daryl Hall, cantant estatunidenc de música rock, R&B i soul.[21]
- 1948, El Pardo, Espanya: Cecilia, cantautora espanyola (m. 1976).[22]
- 1960, Port Saïd, Egipte: Amr Diab, cantant i compositor egipci.[23]
- 1961, Natzaret, Israel: Hany Abu-Assad, cineasta palestí amb ciutadania israeliana.[24]
- 1963 - Alausí: Fernando Villavicencio, polític i periodista equatorià (m. 2023).
- 1985 - Ciutat de Nova York, EUA: Michelle Trachtenberg, actriu de cinema i televisió estatunidenca.
- 1987, Kamenicë, RFSI: Musa Hajdari, migfondista kosovar.[25]

## Necrològiques
Països Catalans
- 1552: Bruges: Margarita Valldaura, burgesa valenciana, esposa de Joan Lluís Vives (n. 1505).[26]
- 1816, Roma: Joaquim Pla, jesuïta i reputat lingüista nascut a les Terres de l'Ebre.
- 1982, Berlín, RDA: Josep Renau i Berenguer, pintor i cartellista polític valencià (n. 1907).[27]
- 1986, Barcelona: Pere Pi Calleja, matemàtic català (n. 1907).[28]

Resta del món
- 1303, Roma, Estats Pontificis: Bonifaci VIII, Papa.[29]
- 1347, Fürstenfeldbruck, Baviera: Lluís IV del Sacre Imperi Romanogermànic, emperador del Sacre Imperi Romanogermànic entre 1328 i 1346 (n. 1282).[30]
- 1531, Kappel am Albis, Suïssa: Huldrych Zwingli, líder de la reforma protestant a Suïssa i fundador de les esglésies reformades suïsses (n. 1484).[31]
- 1564, Basilea: Martin Cellarius, humanista i teòleg.
- 1671, Copenhaguen (Dinamarca): Frederic IV de Dinamarca, rei de Dinamarca i Noruega entre 1699 i 1730. (m. 1730).[32]
- 1809, Hohenwald, Tennessee, EEUU: Meriwether Lewis, explorador estatunidenc (n. 1774).[33]
- 1889, Sale, Cheshire, Anglaterra: James Prescott Joule, físic anglés (n. 1818).[34]
- 1896, Viena, Àustria: Anton Bruckner, compositor austríac (n. 1824).[35]
- 1916, Castell de Fürstenried, Múnic, Alemanya: Otó I de Baviera, rei de Baviera entre 1886 i 1913 (n. 1848).[36]
- 1919, Klotzsche, Alemanya: Karl Adolph Gjellerup, dramaturg i novel·lista danès, Premi Nobel de Literatura el 1917 (n. 1857).[37]
- 1936 - Zamora: Amparo Barayón, anarquista espanyola, afusellada durant la Guerra Civil.[38]
- 1940, Roma (Regne d'Itàlia): Vito Volterra, matemàtic i físic italià, especialitzat en biologia matemàtica i en equacions integrals (n. 1860).[39]
- 1943, Chicago: Gerda Holmes, actriu nord-americana d'origen danès de teatre i cinema mut (n. 1891).[40]
- 1959, Utrecht: Adya van Rees-Dutilh, artista tèxtil i pintora dadaista holandesa (n. 1876).[41]
- 1961, Hollywood, Califòrnia: Chico Marx, còmic americà (n. 1887).[42]
- 1963, Milly-la-Forêt, Illa de França: Jean Cocteau, escriptor, dibuixant i director de cinema francès (n. 1889).[43]
- 1965, San Francisco, Califòrnia: Dorothea Lange, fotoperiodista (n. 1895).[44]
- 1967, Londres: Stanley Morison, dissenyador gràfic anglès (n. 1889).[45]
- 1982, Nova York: Edith Quimby, investigadora en medicina i física, pionera en la medicina nuclear (n. 1891).[46]
- 1986, San Luis Obispo, EUA: Dave Hand, animador, realitzador i productor americà (n. 1900).[47]
- 1991, Los Angeles, Califòrnia: Redd Foxx, humorista i actor estatunidenc (n. 1922).[48]
- 1999, Radda in Chianti, Toscana: Leo Lionni, dissenyador gràfic, pintor i il·lustrador i creador de llibres per a nens i nenes.[49]
- 2008;
  - Köttmannsdorf, Àustria: Jörg Haider, polític austríac (n. 1950).[50]
  - Toluca Lake, Califòrnia, (EUA): Neal Hefti, trompetista, pianista, arranjador musical i compositor nord-americà de jazz (n. 1922).[51]
- 2013, Sevilla: María de Villota, pilot de carreres espanyola (n. 1980).[52]
- 2019, Moscou, Rússia: Aleksei Leónov, cosmonauta soviètic que va fer el primer passeig espacial el 18 de març de 1965 (n. 1934).[53]
- 2022, Los Angeles: Angela Lansbury, actriu anglesa guanyadora de sis Globus d'Or, sis premis Tony i l'Oscar honorífic el 2013 (n. 1925).[54]

## Festes i commemoracions
- Dia de la sortida de l'armari als Estats Units i uns altres països occidentals
- Festa local de Puig-reig, a la comarca del Berguedà
- Festa local de Bellver de Cerdanya, a la comarca de la Cerdanya

- Onomàstica: Sants Felip l'Evangelista, bisbe; Nectari de Constantinoble, bisbe; Fermí d'Uzès, bisbe; Fermí de Vivièrs, bisbe (a Vivièrs); Brunó I de Colònia, bisbe; Germà de Besançon, bisbe i màrtir; Alessandro Sauli, bisbe d'Aleria (Còrsega); Soledad Torres Acosta, fundadora de les Serventes de Maria Ministres dels Malalts; Joan XXIII, papa; beat Jacopo d'Ulm o Jacopo Griesinger, dominic, pintor de vitralls.